# Willy Sagnol
Willy David Frédéric Sagnol (Saint-Étienne, 18 maart 1977) is een Franse voetbaltrainer en voormalige voetballer die het grootste gedeelte van zijn carrière speelde voor FC Bayern München. Daarnaast speelde hij tussen 2000 en 2008 voor het Franse nationale elftal. Sagnol kreeg van zijn ouders de voornaam Willy, hij is vernoemd naar Willy van de Kerkhof.

## Clubcarrière
De rechtsback begon zijn loopbaan bij AS Saint-Étienne in 1995 onder trainer Jacques Santini. In zijn eerste seizoen kwam de verdediger tot 10 wedstrijden in de Ligue 1. Het jaar erna speelde de ploeg in de tweede divisie, voordat Sagnol in 1997 overstapte naar AS Monaco zodat hij weer op het hoogste niveau terechtkwam. In drie seizoenen speelde Sagnol 71 duels voor de Monegasken en werd in het seizoen 1999/2000 landskampioen van Frankrijk. Sinds de zomer van 2000 speelde hij voor Bayern München waar Sagnol nog tot 2010 onder contract stond. Daar bereikte de Fransman zowel nationaal als internationaal veel succes, en omdat Sagnol veel doelpunten voorbereide werd hij ook bij de fans populair. In januari 2009 werd bekend dat hij per direct zijn kicksen aan de wilgen zou gaan hangen. Hij had te veel last van een achillespeesblessure waar hij maar niet van kon herstellen.

## Clubstatistieken
| Seizoen         | Club              | Competitie      | Duels | Goals |
| --------------- | ----------------- | --------------- | ----- | ----- |
| 1995/96         | Saint-Étienne     | Ligue 1         | 10    | 0     |
| 1996/97         | Saint-Étienne     | Ligue 2         | 36    | 1     |
| Club totaal     | Club totaal       | Club totaal     | 46    | 1     |
| 1997/98         | AS Monaco         | Ligue 1         | 25    | 0     |
| 1998/99         | AS Monaco         | Ligue 1         | 20    | 0     |
| 1999/2000       | AS Monaco         | Ligue 1         | 26    | 0     |
| Club totaal     | Club totaal       | Club totaal     | 71    | 0     |
| 2000/01         | FC Bayern München | Bundesliga      | 27    | 0     |
| 2001/02         | FC Bayern München | Bundesliga      | 28    | 1     |
| 2002/03         | FC Bayern München | Bundesliga      | 23    | 2     |
| 2003/04         | FC Bayern München | Bundesliga      | 21    | 1     |
| 2004/05         | FC Bayern München | Bundesliga      | 22    | 1     |
| 2005/06         | FC Bayern München | Bundesliga      | 31    | 1     |
| 2006/07         | FC Bayern München | Bundesliga      | 23    | 1     |
| 2007/08         | FC Bayern München | Bundesliga      | 10    | 0     |
| 2008/09         | FC Bayern München | Bundesliga      | 0     | 0     |
| Club totaal     | Club totaal       | Club totaal     | 185   | 7     |
| Carrière totaal | Carrière totaal   | Carrière totaal | 302   | 8     |

## Interlandcarrière
Sagnol nam met Frankrijk deel aan het WK onder 20 in 1997 dat gehouden werd in Maleisië. Doordat Lilian Thuram op dezelfde positie speelde, was Sagnol in de eerste jaren vaak wisselspeler. Met 'Les Bleus' veroverde hij de Confederations Cup in 2001 en in 2003.

## Trainerscarrière
Sagnol begon zijn trainerscarrière bij Frankrijk onder 21. Hierna tekende hij bij Ligue 1-club Girondins de Bordeaux, zijn contract liep tot 30 juni 2016. Op 14 maart 2016 maakte de clubleiding echter bekend dat beide partijen voortijdig uit elkaar gingen. "Het is een wederzijds besluit dat we door de zorgelijke sportieve toestand kunnen rechtvaardigen", zo liet de club in een verklaring weten. Bordeaux stond op dat moment op de veertiende plaats na 30 speelronden. Oud-doelman Ulrich Ramé nam de taken voorlopig over. Op 9 juni 2017 werd bekendgemaakt dat Sagnol assistent-trainer zou worden van Carlo Ancelotti bij Bayern München. Hij nam diens taken over als interim-coach op 28 september, nadat de clubleiding de Italiaan had ontslagen. Hierna bleef hij aan Bayern verbonden. In februari 2021 werd Sagnol aangesteld als bondscoach van Georgië. Onder zijn leiding plaatste Georgië zich voor zijn eerste grote eindtoernooi, het EK 2024 in Duitsland. Georgië eindigde als derde in een groep met Turkije, Tsjechië en Portugal, waarna het in de achtste finales met 4–1 verloor van Spanje.

## Erelijst
- Landskampioen Frankrijk: 1999/2000
- Landskampioen Duitsland: 2000/2001, 2002/2003, 2004/2005, 2005/2006, 2007/2008
- DFB-Pokal: 2002/2003, 2004/2005, 2005/2006 2007/2008
- Ligapokal: 2000, 2004
- Champions League: 2000/2001
- Wereldbeker: 2001
- Confederations Cup: 2001, 2003